# Liste der costa-ricanischen Botschafter in Argentinien
Die Botschaft befindet sich in der Calle Pacheco de Melo 1833 in Buenos Aires.
| Agrément/Ernennung/Akkreditierung (Diplomatie) | Botschafter                       | Bemerkungen | ernannt von                                    | akkreditiert bei               | Posten verlassen |
| ---------------------------------------------- | --------------------------------- | --- | ---------------------------------------------- | ------------------------------ | ---------------- |
| 1880                                           | José Agustín de Escudero          | Ministerresident | Tomás Guardia Gutierrez                        | Julio Argentino Roca           | 1884             |
| 1949                                           | Benjamín Odio Odio                | Botschafter, Sohn von Adriana Odio und Emiliano Odio Méndez                                                                                      | Luis Rafael de la Trinidad Otilio Ulate Blanco | Juan Perón                     | 1950             |
| 1953                                           | Gonzalo Ortiz Martín              | (* 28. Juni 1908 in Cartago) Sohn von Ángela Martín Alfaro und Jorge Ortiz Escalante                                                             | José Figueres Ferrer                           | Juan Perón                     | 1954             |
| 1957                                           | Humberto Arturo Nigro Borbón      | (* 14. September 1925 in San José (Costa Rica) † 20. Juni 1997) 8. September 1953: erster Geschäftsträger in Quito 1985–1986: Botschafter in Rom | José Figueres Ferrer                           | Eduardo Lonardi                | 1958             |
| 1959                                           | Manuel Enrique Herrero Serrano    | | Mario Echandi Jiménez                          | Arturo Frondizi                | 1962             |
| 1964                                           | José Rafael Cordero Croceri       | | Francisco José Orlich Bolmarcich               | Arturo Umberto Illia           | 1965             |
| 1969                                           | Álvaro Monge Umaña                | (* 14. Juli 1926) verheiratet mit Silvia Mazzola, 1977: Botschafter in Santiago de Chile                                                         | José Joaquín Trejos Fernández                  | Juan Carlos Onganía            | 1977             |
| 1977                                           | Fernando Vargas Fernández         | | Daniel Oduber Quirós                           | Jorge Rafael Videla            | 1978             |
| 1978                                           | José Vicente Anglada Roig         | (* 13. Oktober 1911 in San José (Costa Rica); † 12. Juli 1994) verheiratet mit Mari-Socorro Soler Astúa, 1981–1982: Botschafter in Panama-Stadt  | Rodrigo Carazo Odio                            | Jorge Rafael Videla            | 1979             |
| 1979                                           | Julio Esquivel Valverde           | (* 28. Januar 1912 in San José (Costa Rica)) 1978 – 9. Mai 1979: Botschafter in San Salvador                                                     | Rodrigo Carazo Odio                            | Jorge Rafael Videla            | 1982             |
| 1982                                           | Roberto Morales Valle             | | Luis Alberto Monge Álvarez                     | Alfredo Saint Jean             | 1987             |
| 1987                                           | Fernando Salazar Navarrete        | | Óscar Arias Sánchez                            | Raúl Alfonsín                  | 1990             |
| 1990                                           | Víctor Hugo Vargas Araya          | 1992–1994: Botschafter in Managua | Rafael Ángel Calderón Fournier                 | Carlos Menem                   | 1991             |
| 1992                                           | Fernando José Guardia Alvarado    | 2001–2003: Botschafter in Asunción | Rafael Ángel Calderón Fournier                 | Carlos Menem                   | 1994             |
| 1994                                           | Tomás Enrique Soley Soler         | († 6. Februar 2001 in Tegucigalpa), 1998–2001: Botschafter in Tegucigalpa                                                                        | José María Figueres Olsen                      | Carlos Menem                   | 1998             |
| 16. Nov. 1998                                  | Virginia Rojas Arroyo             | | Miguel Angel Rodríguez Echeverría              | Carlos Menem                   | 2000             |
| 1. Nov. 2000                                   | Eduardo Francisco Otoya Boulanger | | Miguel Angel Rodríguez Echeverría              | Fernando de la Rúa             |                  |
| 23. Nov. 2010                                  | Carlos Villalobos Szuster         | [ 4 ] | Laura Chinchilla Miranda                       | Cristina Fernández de Kirchner | 14. Feb. 2013    |
| 10. Apr. 2013                                  | Luis Alberto Cordero Arias        | (* 11. Mai 1953) 1986–1990 Vice-Ministro de Presidencia im Kabinett seines Cousins Óscar Arias Sánchez.                                          | Laura Chinchilla Miranda                       | Cristina Fernández de Kirchner |                  |